# Maike Brunk

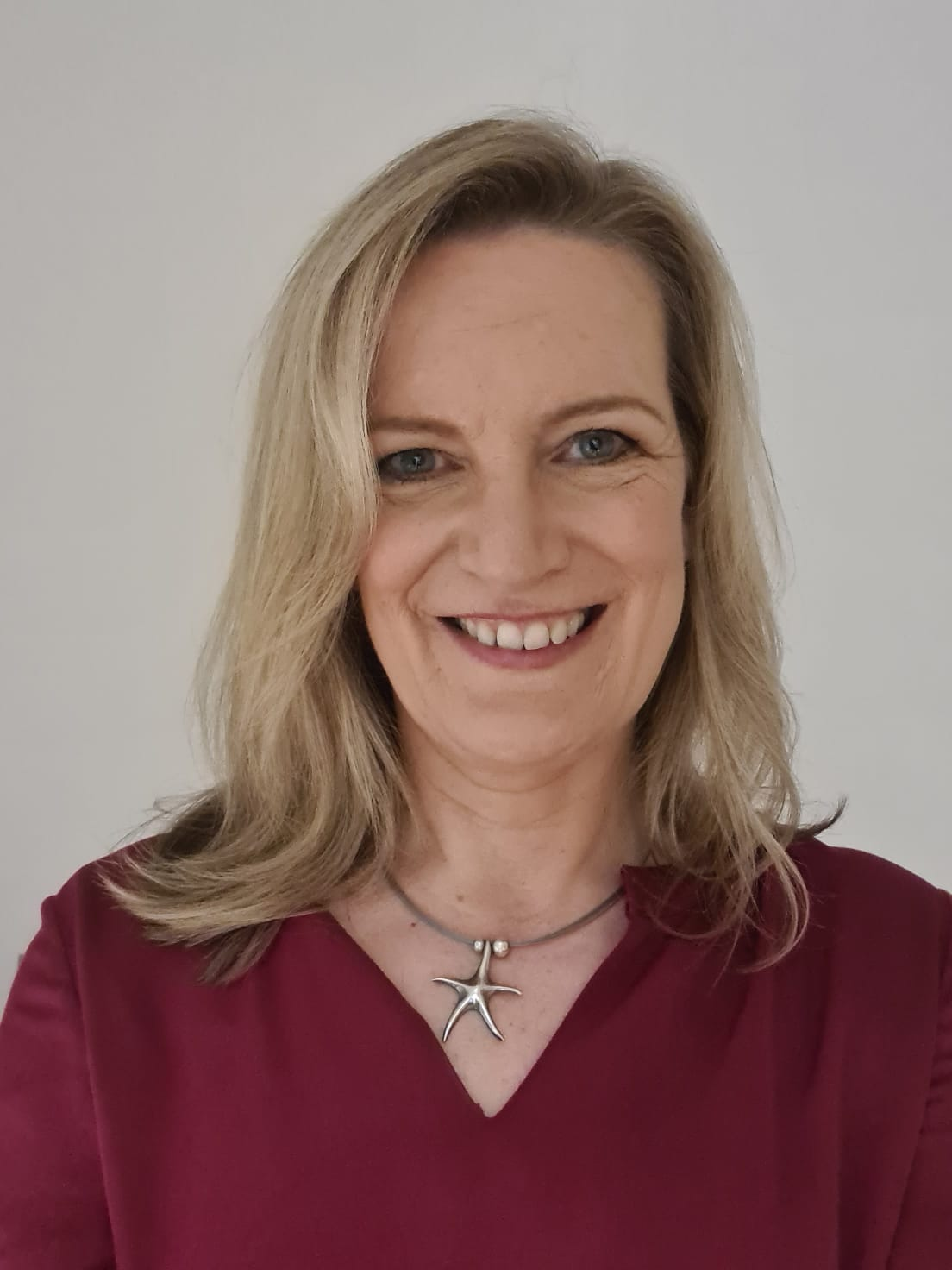
Maike Brunk (2021)

Maike Brunk (* 15. Oktober 1971 in Neumünster) ist eine deutsche Autorin und selbstständige Fremdenführerin im Hamburger Hafen.

## Leben
Maike Brunk wuchs in Ostenfeld (Husum) im Kreis Nordfriesland auf. Nach dem Abitur absolvierte sie eine Ausbildung zur Groß- und Außenhandelskauffrau. Zeitgleich studierte sie Wirtschaftsinformatik an der Universität Kiel und arbeitete anschließend bis 2007 in einer Hamburger Softwarefirma. Berufsbegleitend absolvierte sie ein Fernstudium in Tourismus-Betriebswirtschaft. Mit 38 Jahren gründete sie ihr Unternehmen „Hamburger Elbinsel-Tour“. Seitdem führt sie moderierte Bootstouren im Hamburger Hafen durch. Sie chartert für ihre Kunden Barkassen oder größere Ausflugsschiffe und gestaltet die Hafenrundfahrten. Für die Geschichten, die sie während der Fahrt erzählt, befragte sie auch Zeitzeugen aus dem Umfeld des Hamburger Hafens. Ihre Zielgruppe sind nicht nur Touristen, sondern Hamburger, die sie auf kombinierten Wasser-Straßen-Touren begleitet. 2017 bekam sie den Auftrag für eine Bootstour mit Partnern der Gäste des G20-Gipfels in Hamburg. Während der COVID-19-Pandemie begann sie mit dem Podcast „Maike im Hafen“. In ihrem Buch Meine große Freiheit beschreibt sie ihren Start als eine der wenigen Frauen im Hamburger Hafen.
Brunk ist Vorstandsmitglied im Freundeskreis Maritimes Erbe Hamburg. Bis 2023 war sie Mitglied im Aufsichtsrat des Ohnsorg-Theaters.

## Veröffentlichungen
- Meine große Freiheit. Wie ich das Glück im Hamburger Hafen fand. Eden Books, Berlin 2021. ISBN 978-3-95910-318-3
- Mutmacher-Porträt: Maike Brunk, in: Nicola Sieverling (Hrsg.): Plan B, Kailash Verlag, München 2020, ISBN 978-3-424-63197-5, S. 116–121.

## Auszeichnungen
- 2014: Vorbild-Unternehmerin der bundesweiten Netzwerk-Initiative „FRAUEN unternehmen“ durch das Bundesministerium für Wirtschaft und Energie[9]